# 7728 Giblin
7728 Giblin eller 1977 AW2 är en asteroid i huvudbältet som upptäcktes den 12 januari 1977 av den amerikanske astronomen Edward L.G. Bowell vid Anderson Mesa Station. Den är uppkallad efter den brittiske fysikern Ian Giblin.
Asteroiden har en diameter på ungefär 6 kilometer och den tillhör asteroidgruppen Agnia.